# Blora (huyện)
Blora là một huyện (tiếng Indonesia: kabupaten) ở đông bắc của tỉnh Trung Java tại Indonesia. Huyện lị là Blora. Đây là huyện cực đông của tỉnh Trung Java, và giáp với sông Solo và tỉnh Đông Java.
Huyện Blora giáp với:
- Phía bắc: huyện Rembang và Pati
- Phía đông: huyện Bojonegoro, Đông Java
- Phía nam: huyện Ngawi, Đông Java
- Phía tây: huyện Grobogan

Huyện Blora có cả vùng đất thấp và vùng đồi cao từ 20–280 mét trên mực nước biển. Các ngọn đồi chiếm ưu thế phần phía bắc của huyện và tạo thành một loạt các núi đá vôi cũng như tại khu vực phía nam (núi Kendeng) trải dài từ phía đông Semarang tới Lamongan (Đông Java). Huyện lị Blora nằm bên phải của sườn núi Đá vôi phía bắc.
Một nửa diện tích huyện Blora là rừng, đặc biệt là phía bắc, đông trong khi vùng đất thấp trung tâm chủ yếu được sử dụng cho mục đích nông nghiệp. Vào mùa khô, hầu hết diện tích huyện Blora thiếu nguồn cung cấp nước cho tưới tiêu cũng như sinh hoạt. Trong khi đó, vào mùa mưa có những nguy hiểm khi có nhiều khả năng sạt lở.

## Hành chính
Huyện được chia thành các phó huyện/xã:
- Banjarejo
- Blora (thành phố huyện lị)
- Bogorejo
- Cepu
- Japah
- Jati
- Jepon
- Jiken
- Kedungtuban
- Kradenan
- Kunduran
- Ngawen
- Deso Gedebeg
- Randublatung
- Sambong
- Todanan
- Tunjungan